# Microtane
Microtane (ahora considerado Stictane) es un género de polilla en la familia Erebidae.